# ソングス・フロム・ザ・スパークル・ラウンジ
『ソングス・フロム・ザ・スパークル・ラウンジ』(Songs from the Sparkle Lounge)は、イギリスのハードロック・バンド、デフ・レパードが2008年に発表した、カバー・アルバムも含めれば通算10作目のスタジオ・アルバム。

## 背景
本作からの第1弾シングル「ナイン・ライヴス」には、カントリー歌手ティム・マグロウがソングライティングとボーカルで参加している。マグロウのツアー・マネージャーを務めてきたロバート・アレンは、デフ・レパードのドラマーであるリック・アレンの兄で、その縁からマグロウは2005年よりデフ・レパードと親しくなり、2006年にはデフ・レパードのハリウッド・ボウル公演にゲスト参加して意気投合し、今回のコラボレーションにつながった。なお、この曲は本作の発売に先行して、音楽ゲーム『ギターヒーロー3 レジェンド オブ ロック』のダウンローダブル・トラックとなった。
収録曲の大部分は、複数のメンバーの共作ではなく個々のメンバーが単独で作った曲で、フィル・コリンは後に「4つのプロジェクトが別々に進行していたようなものだった」と振り返っている。本作のタイトルは、バンドが2007年のツアー中に新曲作りを行っていたリハーサル・ルームのことを、スタッフの一人が「スパークル・ラウンジ」と名付けたことに由来している。

## 反響・評価
全英アルバムチャートでは3週トップ100入りし、最高10位を記録した。アメリカでは8週Billboard 200入りし、2008年5月17日に最高5位を記録した。
Stephen Thomas Erlewineはオールミュージックにおいて5点満点中3点を付け、「カモン・カモン」に関して「ゲイリー・グリッター風のリズム」、「バッド・アクトレス」に関して「ここ何年かの彼らが発表してきたどの曲よりもハードな、打ちのめすような曲」、「ハルシネイト」に関して「ギター・フレーズが"Photograph"にそっくり」、「オンリー・ザ・グッド・ダイ・ヤング」に関して「『ヒステリア』に直結するような煌めくハーモニー」と評している。また、アンディ・グリーンは2008年5月1日付の『ローリング・ストーン』誌のレビューで5点満点中2.5点を付け「かつてロバート・ジョン・"マット"・ラングはバンド最大のヒット作『ヒステリア』のプロデュースおよび楽曲の共同制作に携わり、バンドは同作のマジックを『ソングス・フロム・ザ・スパークル・ラウンジ』で再現しようとした」「彼らは明らかに、昔のプロデューサーのことを懐かしがっている」と評している。

## 収録曲
| #   | タイトル                                                         | 作詞・作曲                                                               | 時間 |
| --- | ---------------------------------------------------------------- | ------------------------------------------------------------------------ | ---- |
| 1.  | 「ゴー - Go」                                                    | フィル・コリン、ジョー・エリオット                                       | 3:20 |
| 2.  | 「ナイン・ライヴス - Nine Lives」(featuring Tim McGraw)          | フィル・コリン、リック・サヴェージ、ジョー・エリオット、ティム・マグロウ | 3:32 |
| 3.  | 「カモン・カモン - C'mon C'mon」                                 | リック・サヴェージ                                                       | 4:09 |
| 4.  | 「ラヴ - Love」                                                  | リック・サヴェージ                                                       | 4:17 |
| 5.  | 「トゥモロー - Tomorrow」                                        | フィル・コリン                                                           | 3:35 |
| 6.  | 「クルーズ・コントロール - Cruise Control」                      | ヴィヴィアン・キャンベル                                                 | 3:03 |
| 7.  | 「ハルシネイト - Hallucinate」                                   | フィル・コリン                                                           | 3:16 |
| 8.  | 「オンリー・ザ・グッド・ダイ・ヤング - Only the Good Die Young」 | ヴィヴィアン・キャンベル                                                 | 3:34 |
| 9.  | 「バッド・アクトレス - Bad Actress」                             | ジョー・エリオット                                                       | 3:03 |
| 10. | 「カム・アンダン - Come Undone」                                 | ジョー・エリオット                                                       | 3:33 |
| 11. | 「ゴッタ・レット・イット・ゴー - Gotta Let It Go」               | ヴィヴィアン・キャンベル                                                 | 3:53 |

| #   | タイトル                                               | 作詞 | 作曲・編曲 | 時間 |
| --- | ------------------------------------------------------ | ---- | ---------- | ---- |
| 12. | 「ラヴ - Love」(Acoustic Version)                      |      |            | 4:22 |
| 13. | 「ナイン・ライヴス - Nine Lives」(Def Leppard Version) |      |            | 3:33 |

### デラックス・エディション盤ボーナスDVD
- ビハインド・ザ・カーテン
- ザ・スパークル・ラウンジ・コメンタリー
- ナイン・ライヴス (PV)

## 参加ミュージシャン
- ジョー・エリオット - ボーカル
- フィル・コリン - ギター、バッキング・ボーカル
- ヴィヴィアン・キャンベル - ギター、バッキング・ボーカル
- リック・サヴェージ - ベース、アディショナル・ギター、バッキング・ボーカル
- リック・アレン - ドラムス、バッキング・ボーカル

アディショナル・ミュージシャン
- ティム・マグロウ - ボーカル(on #2)